# Alexander Brailowsky
Alexander Brailowsky,  né à Kiev le 16 février 1896 et mort à New York le 25 avril 1976,  est un pianiste ukrainien naturalisé français en 1926.

## Biographie
Il étudie auprès de Teodor Leszetycki à Vienne, puis à Zurich auprès de Ferruccio Busoni, et à Paris auprès de Francis Planté.
Il commence sa carrière en interprétant les œuvres pour piano complètes de Frédéric Chopin lors de cycles de récitals.
Il enregistre des années 1930 aux années 1960 plusieurs disques de Chopin, Sergueï Rachmaninov, Franz Liszt, Claude Debussy, et bien d'autres. Il grave notamment le quatrième concerto pour piano de Camille Saint-Saëns, avec l'orchestre symphonique de Boston dirigé par Charles Munch.